# شريف عسيران
شريف عسيران هو الدكتور شريف بن توفيق بن حسن بن محمد بن عبيد ابن علي المعروف بعسيران، طبيب وباحث وأحد باعثي النهضة الحديثة في جبل عامل، عمل في لبنان والعراق، كتب في العديد من المجلات كما ألّف كتبا في الصحة والطب.

## ولادته
ولد في صيدا في العام 1891 ميلادي.

## دراسته ونشاطه
- درس الطب في الجامعة الأمريكية في بيروت وتخرّج منها في العام 1918 ميلادي.
- عُيّن قنصلا لإيران في مدينة صيدا عام 1921 ميلادي.
- شارك في العديد من الجمعيات الأدبية والسياسية، وساند الحركة العربية في أواخر أيام الدولة العثمانية، كما عارض الانتداب الفرنسي على لبنان، وكان مؤيدا للوحدة مع سوريا.
- هاجر إلى العراق واستقرّ في بغداد حتى وفاته.
- عمل طبيبا في مستشفى الكاظمية ومستشفى الأعظمية في بغداد.
- كان من واضعي برنامج (إنقاذ القرية) الذي يقوم على نشر الوعي الطبي والصحي في القرى والأرياف
- كان عضوا مؤسسا في (نادي المثنى بن حارث الشيباني) في بغداد الذي تأسس في العام 1935 ميلادي.
- من الأعضاء المؤسسين لنادي القلم العراقي.
- عيّن استاذا لعلم الصحة بدار المعلمين العالية ببغداد، وعضوا بالمجمع العلمي العراقي.[3]
- عيّن مديرا عاما للصحة (ما يوازي رتبة وزير الصحة)، كما استلم شقيقه د. عبد الكريم عسيران منصب مدير عام التربية الرياضية (ايما يوازي وزيراً للشباب والرياضة)، وذلك في عهد الملك فيصل
- حمل الجنسية العراقية مع إخوته بقرار من الملك فيصل، وبقي غالب أولاده في العراق من بعده وقد كانت أخته ليلى عسيران وكيلة وزير في العراق، كما أن والدة إياد علاوي (نجاة عسيران) هي أخت الدكتور شريف عسيران وقد كانت مديرة في مدرسة الكاظمية في بغداد، كذلك ابنته عائدة شريف عسيران شغلت منصب وكيلة وزارة حقوق الإنسان في العراق في العام 2005.
- كتب العديد من المقالات في مجلة العرفان ومجلة المجمع العلمي العراقي، حيث شغل منصب نائب رئيس المجمع لعام 1952، كما ترجم الكثير من المقالات الأجنبية ونشرها في العرفان. كما كتب في المقتطف والهلال.

## مؤلفاته
له جملة من المؤلفات منها:
1. علم الصحة في الوقاية من الأمراض
2. المرأة والرجل
3. إصلاح النسل
4. الوقاية من السل الرئوى وال بى سى د جى

## وفاته
توفي في العام 1954 ميلادي. 